# Zam Zam Cola

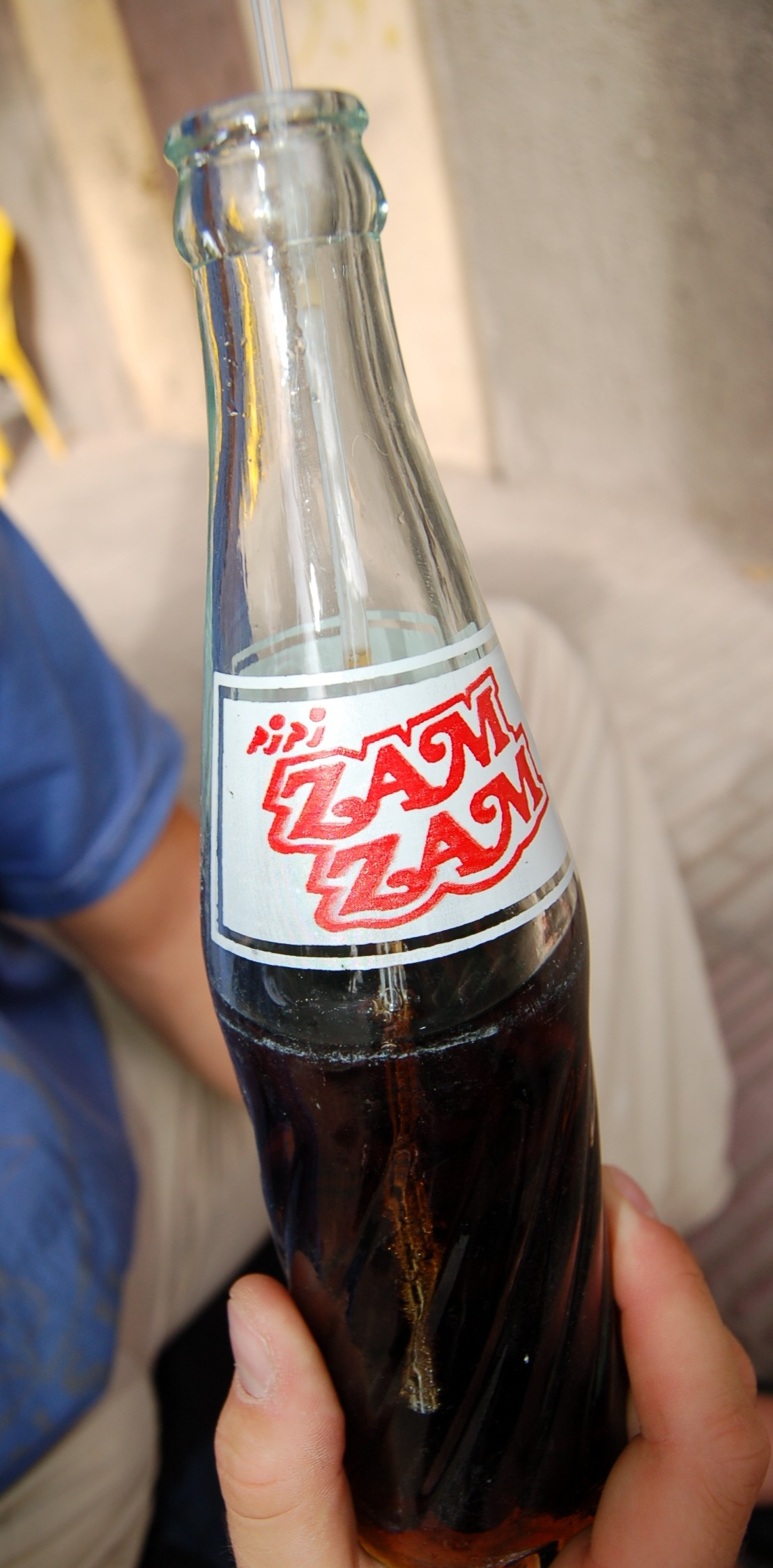
Butelka Zam Zam Coli

Zam Zam Cola – napój typu cola produkowany w Iranie.
Szczególnie popularny na Bliskim Wschodzie jako alternatywa wobec amerykańskich marek, takich jak Pepsi i Coca-Cola.
Producent, Zam Zam Company, została utworzona jako firma-córka koncernu PepsiCo w 1954. Po rewolucji islamskiej w 1979 usamodzielniła się.
Nazwa napoju nawiązuje do świętej studni Zam Zam w Mekce, z której – zgodnie z tradycją – wodę dla swego syna Izmaela czerpała Hagar.
Zam Zam Cola korzysta na politycznie motywowanych bojkotach produktów konkurencji. Po bojkocie Coca-Coli w Arabii Saudyjskiej w 2002, Zam Zam stał się nieoficjalnym napojem hadżdżu.

## Podobne produkty
- Polo Cockta
- Kofola
- Parsi Cola
- Mecca-Cola
- Qibla Cola
- Evoca Cola